# Кубок світу з регбі-15 2011

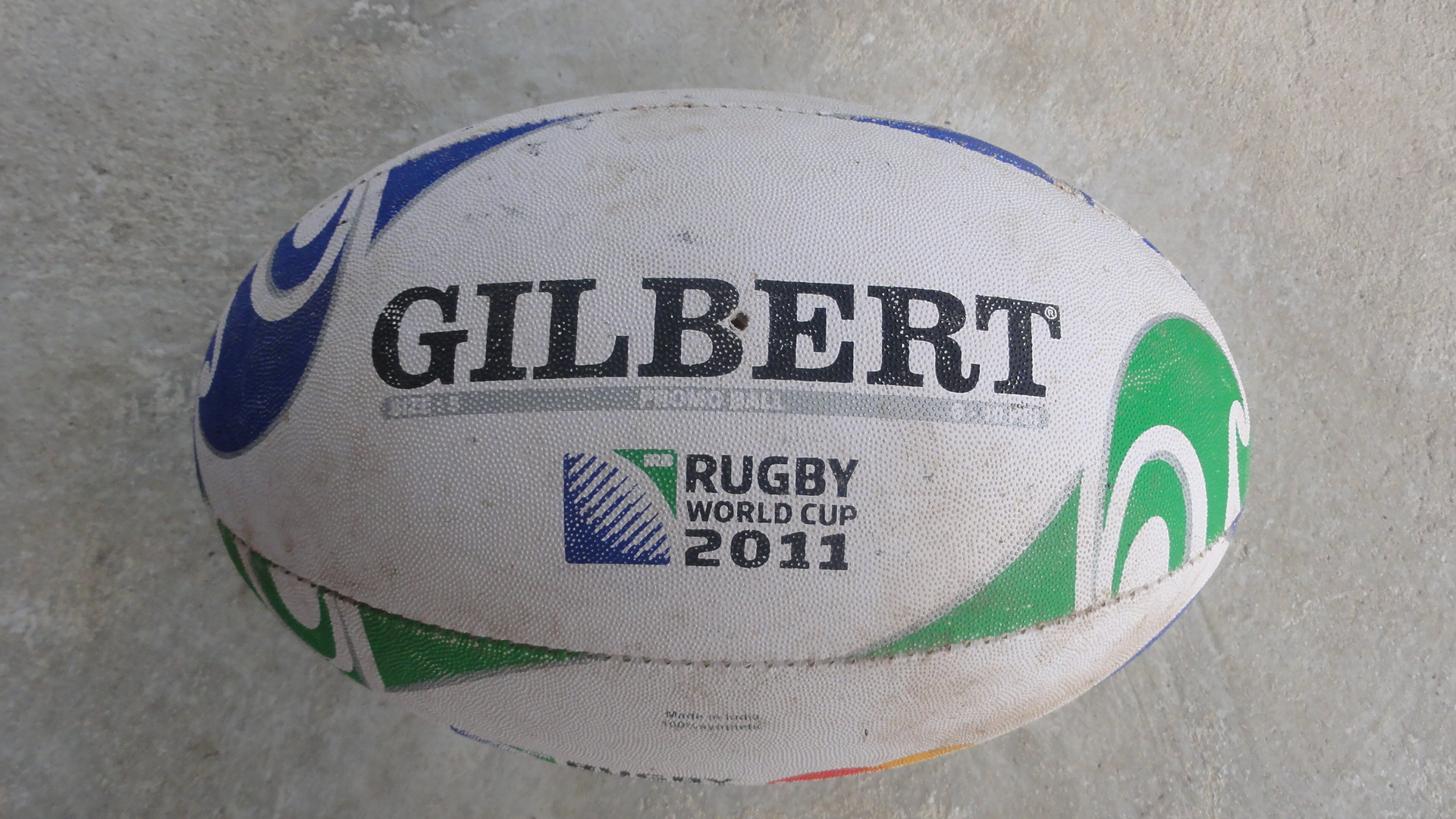

Сьомий кубок світу з регбі проходив з 9 вересня до 23 жовтня 2011 року в Новій Зеландії. Переможцем турніру стала команда господарів All Blacks.
У країні це змагання найпрестижнішим спортивним форумом за всю її історію, і це попри те, що тут проводився перший Кубок світу. Адже у 1987 році Кубок приймали одночасно й Австралія і Нова Зеландія, відтак левова частка ігор проведена саме на континенті.
На засіданні Міжнародної ради регбі (IRB) в Дубліні 17 листопада 2005 року остаточно було надане право в організації турніру Новій Зеландії, презентація якої випередила у голосуванні заявки ПАР і Японії.
З 81-ї країни, що заявилися на участь у турнірі, відібрано лише 20 учасників, впродовж 7 тижнів визначать найкращу команду світу з регбі. На попередньому етапі було сформовано 4 групи, по 5 команд у кожній. Дві з команди з кожної групи виходили в чвертьфінал, і чемпіон надалі визначався за системою з вибуванням.
Збірна України з регбі була за кілька кроків від попадання до фінальної частину турніру. Перекреслила українські надії поразка вже у фіналі європейської кваліфікації від збірної Румунії.

## Заявка та вибір країни
Проводити Кубок світу з регбі в 2011 році мали намір близько 10 країн зі всіх континентів, але чим ближче було до офіційного представлення заявки, тим менша їх кількість становила. Одразу ж відсіялися представники Європи, оскільки кілька останніх кубків відбулися в європейських країнах. Через фінансові труднощі та пріоритетність футбольних турнірів у ці роки в Південній Америці, країни цього континенту також відхилили свої заявки. Сумніви були й щодо заявки Нової Зеландії, оскільки один із попередніх турнірів проходив поблизу — в Австралії, та, підтримані урядовими колами й спортивною громадськістю, новозеландці не здалися й перемогли.
У своїй заявці Нова Зеландія апелювала до успішного проведення найпершого Кубка Світу з регбі, який проводився спільно з Австралією. Крім того, суттєвим чинником стало усунення в 2003 році, через бізнес неузгодження, новозеландських міст від участі в турнірі, який спершу декларувався як чергова спільна заявка Австралії та Нової Зеландії. Додатковим чинником стало вдале проведення в країні різних спортивних форумів пов'язаних з регбі та іншими видами спорту. Крім того, беззаперечна підтримка всіх регбійних ініціатив із боку уряду та громадськості країни (у якій регбі належать лаври першості в спорті, його називають навіть новозеландською релігією) — також належно були висвітлені в заявці.
Таким чином, станом на 17 листопада 2005 року до представлення своїх заявок в Дубліні підійшли три учасника: Нова Зеландія, ПАР та Японія. За попередніми розкладками найбільш оптимальними були пропозиції Японії та ПАР, які апелювали до менш витратної пропозиції з використаанням футбольної інфраструктури (вибудованої під Чемпіонати світу з футболу — які нещодавно проведені були в цих країнах). До того ж в рамках розширення ареалу регбі «International Rugby Board» (IRB) розглядало доцільним проведення турніру на нових площадках-континентах.
Під час розгляду уже заявок стало очевидним, що в ПАР незважаючи на інфраструктуру та популярність виду спорту — не все однозначно з безпекою та фінансовою складовою-підготовкою турніру, і як наслідок, вони зняли свою заявку для детальнішого її опрацювання. Тому на голосування було винесено дві кандидатури Нової Зеландії та Японії. Незважаючи на побоювання в лобізмі австралійцями своїх сусідів всі очікували на перемогу японської заявки. Але ситуація кардинально змінилася і з перевагою в 5 голосів (13 «за» і «проти» 8), була підтримана заявка Нової Зеландії (австралійці проголосували проти них, натомість перевагу новозеландцям надав «африканський пул», який проявив солідарність з громадою країни, яка страйками негативно висловилася щодо участі її команди в регбійному турі The Springbok Tour, організованому в часи апартеїду).

## Підготовчий період

### Витрати/Прибутки
Від самого початку, заявки турніру, були оголошені приблизні цифри кошторису змагань. Загалом, урядом та організаторами новозеландської фінальної частини очікувалося до 310 мільйонів новозеландських доларів капіталовкладень. Тоді, як 280 мільйонів новозеландських доларів планувалося погасити самими лише квитками на турнір. Водночас уже в ході підготовки стадіонів та інфраструктури кошторис турніру зріс (суттєвим чинником стала й світова економічна криза 2010 року), але уряд та організатори віднаходили нові джерела поповнення коштів.

## Місця проведення ігор
Ігри чемпіонату відбулися на 12 аренах 11 міст країни. Спершу планувалося задіяти 13 стадіонів у 12 містах, але землетрус змусив змінити ці плани. 22 лютого 2011 року поблизу Крайстерча стався землетрус, силою 6,3 бали за шкалою Ріхтера. Внаслідок цього місто з його 38-тисячною ареною AMI Stadium опинилися поза чемпіонатом.
| Окленд                                                                  | Веллінгтон | Данідін | Окленд                                                                 |
| ----------------------------------------------------------------------- | --- | --- | ---------------------------------------------------------------------- |
| Еден Парк                                                               | Веллінґтонський регіональний стадіон | Отаґо Стедіум | Стадіон Північної затоки                                               |
| 36°52′30″ пд. ш. 174°44′41″ сх. д. / 36.87500° пд. ш. 174.74472° сх. д. | 41°16′23″ пд. ш. 174°47′9″ сх. д. / 41.27306° пд. ш. 174.78583° сх. д. | 45°52′9″ пд. ш. 170°31′28″ сх. д. / 45.86917° пд. ш. 170.52444° сх. д. | 36°43′37″ пд. ш. 174°42′6″ сх. д. / 36.72694° пд. ш. 174.70167° сх. д. |
| 60 тис. глядачів                                                        | 40 тис. глядачів1 | 30 тис. глядачів | 30 тис. глядачів                                                       |
|                                                                         | | |                                                                        |
| Гамільтон                                                               | Окара Парк Стадіон Північного Харбора Еден Парк Вейкато Стедіум Міжнародний стадіон Роторуа Єрроу Стедіум МакЛін Парк Арена Манавату Веллінґтонський регіональний стадіон Трафалґарський парк Отаґо Стедіум Регбі Парк Стедіумclass=notpageimage\| Місця розміщення 12 стадіонів-господарів проведення регбійних матчів на Кубку світу з регбі 2011 | Окара Парк Стадіон Північного Харбора Еден Парк Вейкато Стедіум Міжнародний стадіон Роторуа Єрроу Стедіум МакЛін Парк Арена Манавату Веллінґтонський регіональний стадіон Трафалґарський парк Отаґо Стедіум Регбі Парк Стедіумclass=notpageimage\| Місця розміщення 12 стадіонів-господарів проведення регбійних матчів на Кубку світу з регбі 2011 | Роторуа                                                                |
| Вейкато Стедіум                                                         | Окара Парк Стадіон Північного Харбора Еден Парк Вейкато Стедіум Міжнародний стадіон Роторуа Єрроу Стедіум МакЛін Парк Арена Манавату Веллінґтонський регіональний стадіон Трафалґарський парк Отаґо Стедіум Регбі Парк Стедіумclass=notpageimage\| Місця розміщення 12 стадіонів-господарів проведення регбійних матчів на Кубку світу з регбі 2011 | Окара Парк Стадіон Північного Харбора Еден Парк Вейкато Стедіум Міжнародний стадіон Роторуа Єрроу Стедіум МакЛін Парк Арена Манавату Веллінґтонський регіональний стадіон Трафалґарський парк Отаґо Стедіум Регбі Парк Стедіумclass=notpageimage\| Місця розміщення 12 стадіонів-господарів проведення регбійних матчів на Кубку світу з регбі 2011 | Міжнародний стадіон Роторуа                                            |
| 30 тис. глядачів                                                        | Окара Парк Стадіон Північного Харбора Еден Парк Вейкато Стедіум Міжнародний стадіон Роторуа Єрроу Стедіум МакЛін Парк Арена Манавату Веллінґтонський регіональний стадіон Трафалґарський парк Отаґо Стедіум Регбі Парк Стедіумclass=notpageimage\| Місця розміщення 12 стадіонів-господарів проведення регбійних матчів на Кубку світу з регбі 2011 | Окара Парк Стадіон Північного Харбора Еден Парк Вейкато Стедіум Міжнародний стадіон Роторуа Єрроу Стедіум МакЛін Парк Арена Манавату Веллінґтонський регіональний стадіон Трафалґарський парк Отаґо Стедіум Регбі Парк Стедіумclass=notpageimage\| Місця розміщення 12 стадіонів-господарів проведення регбійних матчів на Кубку світу з регбі 2011 | 26 тис. глядачів                                                       |
| 37°46′52″ пд. ш. 175°16′6″ сх. д. / 37.78111° пд. ш. 175.26833° сх. д.  | Окара Парк Стадіон Північного Харбора Еден Парк Вейкато Стедіум Міжнародний стадіон Роторуа Єрроу Стедіум МакЛін Парк Арена Манавату Веллінґтонський регіональний стадіон Трафалґарський парк Отаґо Стедіум Регбі Парк Стедіумclass=notpageimage\| Місця розміщення 12 стадіонів-господарів проведення регбійних матчів на Кубку світу з регбі 2011 | Окара Парк Стадіон Північного Харбора Еден Парк Вейкато Стедіум Міжнародний стадіон Роторуа Єрроу Стедіум МакЛін Парк Арена Манавату Веллінґтонський регіональний стадіон Трафалґарський парк Отаґо Стедіум Регбі Парк Стедіумclass=notpageimage\| Місця розміщення 12 стадіонів-господарів проведення регбійних матчів на Кубку світу з регбі 2011 | 38°9′21″ пд. ш. 176°13′27″ сх. д. / 38.15583° пд. ш. 176.22417° сх. д. |
|                                                                         | Окара Парк Стадіон Північного Харбора Еден Парк Вейкато Стедіум Міжнародний стадіон Роторуа Єрроу Стедіум МакЛін Парк Арена Манавату Веллінґтонський регіональний стадіон Трафалґарський парк Отаґо Стедіум Регбі Парк Стедіумclass=notpageimage\| Місця розміщення 12 стадіонів-господарів проведення регбійних матчів на Кубку світу з регбі 2011 | Окара Парк Стадіон Північного Харбора Еден Парк Вейкато Стедіум Міжнародний стадіон Роторуа Єрроу Стедіум МакЛін Парк Арена Манавату Веллінґтонський регіональний стадіон Трафалґарський парк Отаґо Стедіум Регбі Парк Стедіумclass=notpageimage\| Місця розміщення 12 стадіонів-господарів проведення регбійних матчів на Кубку світу з регбі 2011 |                                                                        |
| Нью-Плімут                                                              | Окара Парк Стадіон Північного Харбора Еден Парк Вейкато Стедіум Міжнародний стадіон Роторуа Єрроу Стедіум МакЛін Парк Арена Манавату Веллінґтонський регіональний стадіон Трафалґарський парк Отаґо Стедіум Регбі Парк Стедіумclass=notpageimage\| Місця розміщення 12 стадіонів-господарів проведення регбійних матчів на Кубку світу з регбі 2011 | Окара Парк Стадіон Північного Харбора Еден Парк Вейкато Стедіум Міжнародний стадіон Роторуа Єрроу Стедіум МакЛін Парк Арена Манавату Веллінґтонський регіональний стадіон Трафалґарський парк Отаґо Стедіум Регбі Парк Стедіумclass=notpageimage\| Місця розміщення 12 стадіонів-господарів проведення регбійних матчів на Кубку світу з регбі 2011 | Нельсон                                                                |
| Ярроу Стедіум                                                           | Окара Парк Стадіон Північного Харбора Еден Парк Вейкато Стедіум Міжнародний стадіон Роторуа Єрроу Стедіум МакЛін Парк Арена Манавату Веллінґтонський регіональний стадіон Трафалґарський парк Отаґо Стедіум Регбі Парк Стедіумclass=notpageimage\| Місця розміщення 12 стадіонів-господарів проведення регбійних матчів на Кубку світу з регбі 2011 | Окара Парк Стадіон Північного Харбора Еден Парк Вейкато Стедіум Міжнародний стадіон Роторуа Єрроу Стедіум МакЛін Парк Арена Манавату Веллінґтонський регіональний стадіон Трафалґарський парк Отаґо Стедіум Регбі Парк Стедіумclass=notpageimage\| Місця розміщення 12 стадіонів-господарів проведення регбійних матчів на Кубку світу з регбі 2011 | Трафалґарський парк                                                    |
| 39°4′13″ пд. ш. 174°3′54″ сх. д. / 39.07028° пд. ш. 174.06500° сх. д.   | Окара Парк Стадіон Північного Харбора Еден Парк Вейкато Стедіум Міжнародний стадіон Роторуа Єрроу Стедіум МакЛін Парк Арена Манавату Веллінґтонський регіональний стадіон Трафалґарський парк Отаґо Стедіум Регбі Парк Стедіумclass=notpageimage\| Місця розміщення 12 стадіонів-господарів проведення регбійних матчів на Кубку світу з регбі 2011 | Окара Парк Стадіон Північного Харбора Еден Парк Вейкато Стедіум Міжнародний стадіон Роторуа Єрроу Стедіум МакЛін Парк Арена Манавату Веллінґтонський регіональний стадіон Трафалґарський парк Отаґо Стедіум Регбі Парк Стедіумclass=notpageimage\| Місця розміщення 12 стадіонів-господарів проведення регбійних матчів на Кубку світу з регбі 2011 | 41°16′1″ пд. ш. 173°16′59″ сх. д. / 41.26694° пд. ш. 173.28306° сх. д. |
| 26 тис. глядачів                                                        | Окара Парк Стадіон Північного Харбора Еден Парк Вейкато Стедіум Міжнародний стадіон Роторуа Єрроу Стедіум МакЛін Парк Арена Манавату Веллінґтонський регіональний стадіон Трафалґарський парк Отаґо Стедіум Регбі Парк Стедіумclass=notpageimage\| Місця розміщення 12 стадіонів-господарів проведення регбійних матчів на Кубку світу з регбі 2011 | Окара Парк Стадіон Північного Харбора Еден Парк Вейкато Стедіум Міжнародний стадіон Роторуа Єрроу Стедіум МакЛін Парк Арена Манавату Веллінґтонський регіональний стадіон Трафалґарський парк Отаґо Стедіум Регбі Парк Стедіумclass=notpageimage\| Місця розміщення 12 стадіонів-господарів проведення регбійних матчів на Кубку світу з регбі 2011 | Розширено до 18 тис. глядачів                                          |
|                                                                         | Окара Парк Стадіон Північного Харбора Еден Парк Вейкато Стедіум Міжнародний стадіон Роторуа Єрроу Стедіум МакЛін Парк Арена Манавату Веллінґтонський регіональний стадіон Трафалґарський парк Отаґо Стедіум Регбі Парк Стедіумclass=notpageimage\| Місця розміщення 12 стадіонів-господарів проведення регбійних матчів на Кубку світу з регбі 2011 | Окара Парк Стадіон Північного Харбора Еден Парк Вейкато Стедіум Міжнародний стадіон Роторуа Єрроу Стедіум МакЛін Парк Арена Манавату Веллінґтонський регіональний стадіон Трафалґарський парк Отаґо Стедіум Регбі Парк Стедіумclass=notpageimage\| Місця розміщення 12 стадіонів-господарів проведення регбійних матчів на Кубку світу з регбі 2011 |                                                                        |
| Інверкаргілл                                                            | Фангареї | Нейпір | Палмерстон-Норт                                                        |
| Регбі Парк Стедіум                                                      | Окара Парк | МакЛін Парк | Арена Манавату                                                         |
| 17 тис. глядачів                                                        | 18 тис. глядачів | Розширено до 15 тис. глядачів | Розширено до 15 тис. глядачів                                          |
| 46°25′1″ пд. ш. 168°21′46″ сх. д. / 46.41694° пд. ш. 168.36278° сх. д.  | 35°43′56″ пд. ш. 174°19′44″ сх. д. / 35.73222° пд. ш. 174.32889° сх. д. | 39°30′7″ пд. ш. 176°54′46″ сх. д. / 39.50194° пд. ш. 176.91278° сх. д. | 40°21′24″ пд. ш. 175°36′4″ сх. д. / 40.35667° пд. ш. 175.60111° сх. д. |
|                                                                         | | |                                                                        |

## Груповий етап

### Регламент
Право участі в основному турнірі в результаті кваліфікаційних змагань здобули 20 збірних. На першому етапі вони розбиті на 4 підгрупи по п'ять команд кожна. У підгрупах ігри проводилися за круговою системою. Дві перші команди з кожної підгрупи вийшли у чвертьфінал, починаючи з якого працювала система з вибуванням. У круговому турнірі за перемогу команда отримувала 4 очки, за нічию — 2. Крім того бонусні очки надавалися командам за чотири спроби й більше, а також за програш із різницею, меншою ніж сім очок.

### Суддівський корпус турніру
| Країна        | Суддя                             |
| ------------- | --------------------------------- |
| Австралія     | Стів Волш (Steve Walsh)           |
| Англія        | Вейн Барнес (Wayne Barnes)        |
| Англія        | Дейв Пірсон (Dave Pearson)        |
| Франція       | Ромен Пуат (Romain Poite)         |
| Ірландія      | Джордж Кленсі (George Clancy)     |
| Ірландія      | Ален Ролланд (Alain Rolland)      |
| Нова Зеландія | Брайс Лоуренс (Bryce Lawrence)    |
| ПАР           | Крейг Джуберт (Craig Joubert)     |
| ПАР           | Джонатан Каплан (Jonathan Kaplan) |
| Уельс         | Найджел Оуенс(Nigel Owens)        |

| Країна        | Суддя                       |
| ------------- | --------------------------- |
| Франція       | Жером Гарсе (Jérôme Garcès) |
| Нова Зеландія | Кріс Поллок (Chris Pollock) |

| Країна        | Суддя                            |
| ------------- | -------------------------------- |
| Англія        | Стюарт Тергідж (Stuart Terheege) |
| Ірландія      | Сімон Макдауелл (Simon McDowell) |
| Італія        | Карло Дамаско (Carlo Damasco)    |
| Нова Зеландія | Вінні Монро (Vinny Munro)        |
| Уельс         | Тім Гаєс (Tim Hayes)             |

| Країна    | Суддя                              |
| --------- | ---------------------------------- |
| Австралія | Мет Годдард (Matt Goddard)         |
| Англія    | Грехем Х'юз(Graham Hughes)         |
| Італія    | Джуліо Де Сантіс(Giulio De Santis) |
| ПАР       | Шон Велдсмен (Shaun Veldsman)      |

### Група A
Легенда
|  | Пройшли у чвертьфінал                                          |
|  | Здобули право участі в наступному Кубку світу                  |
|  | Пробиватимуться на наступний Кубок світу через відбіркові ігри |

Таблиця
| Команда       | 1     | 2     | 3     | 4     | 5     | В | Н | П | Різниця | Бонус | Очки |
| ------------- | ----- | ----- | ----- | ----- | ----- | - | - | - | ------- | ----- | ---- |
| Нова Зеландія |       | 37:17 | 41:10 | 79:15 | 83:7  | 4 | 0 | 0 | +191    | 4     | 20   |
| Франція       | 17:37 |       | 14:19 | 46:19 | 47:21 | 2 | 0 | 2 | +28     | 1     | 11   |
| Тонга         | 10:41 | 19:14 |       | 20:25 | 31:18 | 2 | 0 | 2 | -18     | 1     | 9    |
| Канада        | 15:79 | 19:46 | 25:20 |       | 23:23 | 1 | 1 | 5 | -59     | 0     | 6    |
| Японія        | 7:83  | 21:47 | 23:23 | 18:31 |       | 0 | 1 | 3 | -115    | 0     | 2    |

Матчі
| 9 вересня 2011 20:30 (08:30 UTC) |

| Нова Зеландія | 41 — 10 | Тонга                                                                |
| --- | ------- | -------------------------------------------------------------------- |
| Спроби: Деґґ 12' m, 29' c Кагуї 19' c, 32' c Кейно 59' m Нону 77' c Реалізації: Картер (3/5) Слейд (1/1) Штрафні: Картер (1/1) | Звіт    | Спроби: Таумалоло 72' c Реалізації: Морат (1/1) Штрафні: Морат (1/2) |

| Еден-Парк, Окленд К-ть глядачів: 60 214 Суддя: Джордж Кленсі (Ірландія) |

| 10 вересня 2011 18:00 |

| Франція | 47 — 21 | Японія                                                                                        |
| --- | ------- | --------------------------------------------------------------------------------------------- |
| Спроби: П'єр 5' c Трен-Дюк 12' c Клерк 33' m Налле 71' c Папе 77' c Парра 80+' m Реалізації: Яшвілі (4/6) Штрафні: Яшвілі (3/3) 20', 29', 67' | Звіт    | Спроби: Арлідж (2) 31' m, 49' c Реалізації: Арлідж (1/2) Штрафні: Арлідж (3/4) 17', 40+', 58' |

| Норт-Гарбор-Стедіум, Окленд К-ть глядачів: 28569 Суддя: Стів Волш (Австралія) |

| 14 вересня 2011 17:00 |

| Тонга                                                                                 | 20 — 25 | Канада |
| ------------------------------------------------------------------------------------- | ------- | --- |
| Спроби: П'ютау (2) 40' c, 53' c Реалізації: Морат (2/2) Штрафні: Морат (2/4) 43', 64' | Звіт    | Спроби: Сінклер 13' c Карпентер 67' m Маккензі 73' c Реалізації: Прітчард (2/3) Штрафні: Прітчард (2/2) 26', 45' |

| Окара-Парк, Вангарей К-ть глядачів: 17,174 Суддя: Джонатан Каплан (ПАР) |

| 16 вересня 2011 20:00 |

| Нова Зеландія | 83 — 7 | Японія                                            |
| --- | ------ | ------------------------------------------------- |
| Спроби: Сміт 4' c Кагії 16' m, 45' c Кайно 21' m Меаламу 30' c Елліс 34' c Слейд 36' c С. Вільямс 51' c, 79' c Тоеава 56' c Гор 60' m Нону 62' m Адам Томсон 76' c Реалізації: Слейд (9/13) | Звіт   | Спроби: Онозава 58' c Реалізації: М Вільямс (1/1) |

| Ваїкато-Стедіум, Гамільтон К-ть глядачів: 30 484 Суддя: Найджел Оуенс (Уельс) |

| 18 вересня 2011 20:30 |

| Франція | 46 — 19 | Канада                                                                                             |
| --- | ------- | -------------------------------------------------------------------------------------------------- |
| Спроби: Клерк (3) 4' c, 79' c, 80' c Трай 64' c Реалізації: Парра (4/4) Штрафні: Парра (5/7) 16' 36' 37' 40' 47' ЖК: Трен-Дюк 57' |         | Спроби: Сміт 7' c Реалізації: Прітчард (1/1) Штрафні: Прітчард (2/4) 2' 59' ЖК: Монро (2) 44', 49' |

| Макклін-Парк, Нейпір К-ть глядачів: 14 230 Суддя: Крейґ Джуберт (ПАР) |

| 21 вересня 2011 19:30 |

| Тонга | 31 — 18 | Японія                                                                                               |
| --- | ------- | --- |
| Спроби: Ма'афу 7' m Локотуї 14' c Вайніколо 54' c Реалізації: Морат (2/3) Штрафні: Морат (4/4) 28', 31', 49', 67' |         | Спроби: Хатакеяма 13' m Лейтч 25' m Тупуайлай 63' m Реалізації: Арлідж (0/3) Штрафні: Вебб (1/1) 39' |

| Окара-Парк, Вангарей Суддя: Дейв Пірсон (Англія) |

| 24 вересня 2011 20:30 |

| Нова Зеландія | 37 — 17  | Франція                                                                                                |
| --- | -------- | --- |
| Спроби: Томсон 10' m Джейн 17' c Деґґ (2) 21', 42' c С. Вільямс 77' m Реалізації: Картер (3/5) Штрафні: Картер (1/1) 48' ЖК: Картер 64' | Протокол | Спроби: Мермоз 54' c Трен-Дюк 76' c Реалізації: Яшвілі (2/2) Штрафні: Яшвілі (1/1) 39' ЖК: Парра (0/1) |

| Еден-Парк, Окленд К-ть глядачів: 60 856 Суддя: Ален Ролланд (Ірландія) |

| 27 вересня 2011 17:00 |

| Канада | 23 − 23  | Японія                                                                                      |
| --- | -------- | ------------------------------------------------------------------------------------------- |
| Спроби: ван дер Мерве 7' c Маккензі 44' m Монро 75' m Реалізації: Прітчард (1/1) Монро (0/2) Штрафні: Монро (2/3) 64', 79' | Протокол | Спроби: Хоріє 10' c Ендо 40' c Реалізації: Арлідж (2/2) Штрафні: Арлідж (3/3) 24', 66', 73' |

| Маклін-Парк, Нейпір К-ть глядачів: 14 335 Суддя: Джонатан Каплан (ПАР) |

| 1 жовтня 2011 18:00 |

| Франція                                                                          | 14 — 19 | Тонга                                                                                |
| -------------------------------------------------------------------------------- | ------- | ------------------------------------------------------------------------------------ |
| Спроби: Клерк 80+' m Реалізації: Яшвілі (0/1) Штрафні: Яшвілі (3/3) 2', 23', 50' |         | Спроби: Гуфанга 26' c Реалізації: Морат (1/1) Штрафні: Морат (4/8) 7', 36', 67', 73' |

| Вестпак-Стедіум, Веллінгтон К-ть глядачів: 32 763 Суддя: Стів Волш (Австралія) |

| 2 жовтня 2011 15:30 |

| Нова Зеландія | 79 — 15 | Канада                                                                            |
| --- | ------- | --------------------------------------------------------------------------------- |
| Спроби: Ґілфорд (4) 7' c, 25' m, 35' m, 77' c Віто (2) 11' m, 80+' c Деґґ 20' m Муліаїна 29' c Кован 44' c Кайно (2) 52' c, 68' c С. Вільямс 60' c Реалізації: Слейд (4/8) Веєпу (4/4) Штрафні: Слейд (1/1) 16' | Report  | Спроби: Трейнор (2) 40+' m, 42' c Реалізації: Монро (1/2) Штрафні: Монро (1/1) 2' |

| Вестпак-Стедіум, Веллінгтон К-ть глядачів: 37 665 Суддя: Ромен Пуат (Франція) |

### Група B
Таблиця
| Команда   | 1     | 2     | 3     | 4     | 5     | В | Н | П | Різн | Бонус | Очки |
| --------- | ----- | ----- | ----- | ----- | ----- | - | - | - | ---- | ----- | ---- |
| Англія    |       | 13:9  | 16:12 | 41:10 | 67:3  | 4 | 0 | 0 | +103 | 2     | 18   |
| Аргентина | 9:13  |       | 13:12 | 25:7  | 43:8  | 3 | 0 | 1 | +50  | 2     | 14   |
| Шотландія | 12:13 | 12:16 |       | 15:6  | 34:24 | 2 | 0 | 2 | +14  | 3     | 11   |
| Грузія    | 7:25  | 10:41 | 6:15  |       | 25:9  | 1 | 0 | 3 | -42  | 0     | 4    |
| Румунія   | 8:23  | 3:67  | 24:34 | 9:25  |       | 0 | 0 | 3 | -125 | 0     | 0    |

Матчі
| 10 вересня 2011 13:00 (01:00 UTC) |

| Шотландія                                                                                               | 34 — 24 | Румунія |
| --- | ------- | --- |
| Спроби: Блер 8' m Ансбро 21' c Даніеллі 75' m, 78' m Реалізації: Патерсон (1/4) Штрафні: Патерсон (4/5) |         | Спроби: Лазер 40+1' m Карпо 67' c Реалізації: Думбраве (0/1) Дімофте (1/1) Штрафні: Думбраве (2/4) Дімофте (2/2) |

| Раґбі-Парк-Стедіум, Інверкаргілл Суддя: Дейв Пірсон (Англія) |

| 10 вересня 2011 20:30 |

| Аргентина                                          | 9 — 13 | Англія                                                                          |
| -------------------------------------------------- | ------ | ------------------------------------------------------------------------------- |
| Штрафні: Контепомі (1/2) 7' Родрігес (2/7) 20' 45' | Звіт   | Спроби: Янґс 67' c Реалізації: Вілкінсон (1/1) Штрафні: Вілкінсон (2/7) 12' 75' |

| Стадіон Отаґо, Данедін К-ть глядачів: 30 700 Суддя: Брайс Лоренс (Нова Зеландія) |

| 14 вересня 2011 19:30 |

| Шотландія                                                   | 15 — 6 | Грузія                               |
| ----------------------------------------------------------- | ------ | ------------------------------------ |
| Штрафні: Паркс (4/7) 24', 34', 71', 76' ЖК: Паркс (1/1) 39' | Звіт   | Штрафні: Квірікашвілі (2/2) 17', 73' |

| Регбі-Парк-Стедіум, Інверкаргілл К-ть глядачів: 10 267 Суддя: Джордж Кленсі (Ірландія) |

| 17 вересня 2011 15:30 |

| Аргентина | 43 — 8 | Румунія                                        |
| --- | ------ | ---------------------------------------------- |
| Спроби: Фернандес 5' c Легісамон 9' c Фігальйо 21' m Гонсалес Аморосіно 30' c Імофф 64' c Фесья 72' c Реалізації: Родрігес (5/6) Штрафні: Родрігес (1/3) 44' |        | Спроби: Казан 32' m Штрафні: Дімофте (1/2) 14' |

| Регбі-Парк-Стедіум, Інверкаргілл Суддя: Стів Волш (Австралія) |

| 18 вересня 2011 18:00 |

| Англія | 41 — 10 | Грузія                                                                           |
| --- | ------- | -------------------------------------------------------------------------------- |
| Спроби: Гейп 4' c, 21' c Армітадж 47' m Туїлаґі 62' c Ештон 65' c, 80' m Реалізації: Флад (4/6) Штрафні: Флад (1/1) |         | Спроби: Басілая 40' c Реалізації: Квірікашвілі (1/1) Штрафні: Квірікашвілі (1/6) |

| Стадіон Отаґо, Данедін К-ть глядачів: 20 117 Суддя: Джонатан Каплан (ПАР) |

| 24 вересня 2011 18:00 |

| Англія | 67 — 3   | Румунія                     |
| --- | -------- | --------------------------- |
| Спроби: Куето (3) 15' m, 22' c, 26' m Ештон (3) 32' c, 35' c, 70' c Янгс 41' m Фоден 49' c Туїлаґі 61' c Крофт 67' c Реалізації: Вілкінсон (3/5) Флад (4/5) Штрафні: Вілкінсон (1/1) 2' | Протокол | Штрафні: Думбраве (1/5) 38' |

| Стадіон Отаго, Дунедін К-ть глядачів: 25 687 Суддя: Ромен Пуат (Франція) |

| 25 вересня 2011 20:30 |

| Аргентина | 13 — 12  | Шотландія                                                                                          |
| --- | -------- | -------------------------------------------------------------------------------------------------- |
| Спроби: Гонсалес Аморосіно 73' c Реалізації: Контепомі (1/1) Штрафні: Контепомі (2/5) 19', 64' Родрігес (0/1) ЖК: Родрігес (0/2) | Протокол | Штрафні: Патерсон (1/2) 35' Джексон (1/1) 38' ЖК: Патерсон (0/1) Джексон (1/1) 65' Паркс (1/2) 72' |

| Обласний стадіон Веллінгтона, Веллінгтон К-ть глядачів: 26 937 Суддя: Вейн Барнс (Англія) |

| 28 вересня 2011 19:30 |

| Грузія | 25 — 9 | Румунія                                           |
| --- | ------ | ------------------------------------------------- |
| Спроби: Горгодзе 56' c Реалізації: Квірікашвілі (1/1) Штрафні: Квірікашвілі (5/7) 9', 24', 31', 36', 70' Урюкашвілі (1/1) 76' ЖК: Квірікашвілі (0/1) |        | Штрафні: Думбраве (2/4) 12', 34' Влайку (1/1) 72' |

| Арена Манавату, Палмерстон-Норт Суддя: Дейв Пірсон (Англія) |

| 1 жовтня 2011 20:30 |

| Англія                                                                                               | 16 — 12 | Шотландія                                                            |
| --- | ------- | -------------------------------------------------------------------- |
| Спроби: Ештон 78' c Реалізації: Флад (1/1) Штрафні: Вілкінсон (2/5) 34', 63' ЖК: Вілкінсон (1/2) 57' |         | Штрафні: Патерсон (2/2) 9', 55' Паркс (1/1) 17' ЖК: Паркс (1/3) 40+' |

| Еден-Парк, Окленд К-ть глядачів: 58 213 Суддя: Крейґ Джуберт (ПАР) |

| 2 жовтня 2011 13:00 |

| Аргентина | 25 — 7   | Грузія                                                                        |
| --- | -------- | ----------------------------------------------------------------------------- |
| Спроби: Імофф 32' m Контемпомі 68' c Хосіо 79' c Реалізації: Контемпомі (1/2) Бош (1/1) Штрафні: Контемпомі (2/4) 51', 60' Бош (0/1) | Протокол | Спроби: Хмаладзе 39' c Реалізації: Урюкашвілі (1/1) Штрафні: Урюкашвілі (0/1) |

| Арена Манавату, Пальмерстон-Норт К-ть глядачів: 13 754 Суддя: Ален Ролланд (Ірландія) |

### Група C
Таблиця
| Команда   | 1     | 2     | 3     | 4     | 5     | В | Н | П | Різн | Бонус | Очки |
| --------- | ----- | ----- | ----- | ----- | ----- | - | - | - | ---- | ----- | ---- |
| Ірландія  |       | 15:6  | 36:6  | 62:12 | 22:10 | 4 | 0 | 0 | +101 | 1     | 17   |
| Австралія | 6:15  |       | 32:6  | 68:22 | 67:5  | 3 | 0 | 1 | +125 | 3     | 15   |
| Італія    | 6:32  | 6:36  |       | 53:17 | 27:10 | 2 | 0 | 2 | -3   | 2     | 10   |
| США       | 5:67  | 10:22 | 10:27 |       | 13:6  | 1 | 0 | 3 | -84  | 0     | 4    |
| Росія     | 12:62 | 22:68 | 17:53 | 6:13  |       | 0 | 0 | 4 | -139 | 1     | 1    |

Матчі
| 11 вересня 2011 15:30 (03:30 UTC) |

| Австралія | 32 — 6 | Італія                             |
| --- | ------ | ---------------------------------- |
| Спроби: Александер 49' m Ешлі-Купер 55' c О'Коннор 58' c Йоан 67' c Реалізації: О'Коннор (3/4) Штрафні: Купер (2/3) 19', 30' |        | Штрафні: Бергамаско (2/3) 37', 40' |

| Норт-Гарбор-Стедіум, Окленд К-ть глядачів: 25,731 Суддя: Ален Ролланд (Ірландія) |

| 11 вересня 2011 18:00 (06:00 UTC) |

| Ірландія                                                                                              | 22 - 10 | США                                                                                 |
| --- | ------- | ----------------------------------------------------------------------------------- |
| Спроби: Боу 40' c, 60' c Бест 56' m Реалізації: Секстон (1/1) О'Ґара (1/2) Штрафні: Секстон (1/5) 15' |         | Спроби: Емерік 80' c Реалізації: Маліфа (1/1) Штрафні: Патерсон (1/1) Суніула (0/1) |

| Стадіон Таранакі, Нью-Плімут Суддя: Крейг Джуберт (ПАР) |

| 15 вересня 2011 19:30 |

| Росія                                        | 6 — 13 | США                                                                                       |
| -------------------------------------------- | ------ | ----------------------------------------------------------------------------------------- |
| Штрафні: Кушнарьов (1/4) 3' Рачков (1/1) 78' | Звіт   | Спроби: Петрі 19' c Реалізації: Вайлз (1/1) Штрафні: Вайлз (2/5) 12', 65' ЖК: Вайлз (0/1) |

| Стадіон Таранакі, Нью-Плімут К-ть глядачів: 20,800 Суддя: Дейв Пірсон (Англія) |

| 17 вересня 2011 20:30 |

| Австралія                        | 6 — 15   | Ірландія                                                              |
| -------------------------------- | -------- | --------------------------------------------------------------------- |
| Штрафні: О'Коннор (2/4) 11', 23' | Протокол | Штрафні: Секстон (2/5) 17', 49' О'Ґара (2/2) 62', 71' ЖК: Секстон 19' |

| Еден-Парк, Окленд К-ть глядачів: 58 678 Суддя: Брайс Лоуренс (Нова Зеландія) |

| 20 вересня 2011 19:30 |

| Італія | 53 — 17 | Росія                                                                            |
| --- | ------- | -------------------------------------------------------------------------------- |
| Спроби: Паріссе 6' c Тоніолатті (2) 13' m, 23' c Бенвенуті (2) 16' m, 48' m Карна спроба 29' c Ґорі 37' c Макклін 64' m Занні 77' m Реалізації: Боккіно (4/6) Бенвенуті (0/3) Штрафні: Боккіно (0/1) |         | Спроби: Янюшкін 34' c Остроушко 50' m Маковецький 71' m Реалізації: Рачков (1/3) |

| Трафальгар-Парк, Нельсон Суддя: Вейн Барнс (Англія) |

| 23 вересня 2011 20:30 |

| Австралія | 67 — 5   | США                                            |
| --- | -------- | ---------------------------------------------- |
| Спроби: Горн 8' m Елсон 11' m Біл 31' c Файнґа'а (2) 35' m, 71' m Мітчелл 45'c Маккейб 48'm Ешлі-Купер (3) 59' c, 64' c, 66' c Само 78' c Реалізації: Біл (0/1) Купер (2/5) Барнс (4/5) | Протокол | Спроби: Ґальяно 23' m Реалізації: Маліфа (0/1) |

| Обласний стадіон Веллінгтона, Веллінгтон К-ть глядачів: 33 824 Суддя: Найджел Оуенс (Уельс) |

| 25 вересня 2011 18:00 |

| Ірландія | 62 – 12  | Росія                                                             |
| --- | -------- | ----------------------------------------------------------------- |
| Спроби: Макфейдден 10' c О'Браєн 13' c Босс 38' c Ерлс(2) 39' c, 48' c Трімбл 40+' m Керні 65' c Дженнінгс 73' c Баклі 79' m Реалізації: О'Ґара (6/7) Секстон (1/2) Штрафні: О'Ґара (1/1) 6' | Протокол | Спроби: Артем'єв 50' c Сімплікевич 59' m Реалізації: Рачков (1/2) |

| Міжнародний стадіон Роторуа, Роторуа К-ть глядачів: 25 661 Суддя: Крейґ Джуберт (ПАР) |

| 27 вересня 2011 19:30 |

| Італія | 27 — 10  | США                                                                   |
| --- | -------- | --------------------------------------------------------------------- |
| Спроби: Паріссе 3' c Оркуера 30' m Кастроджованні 40' m Карна спроба 66' c Реалізації: Мірко Бергамаско (2/4) Штрафні: Мірко Бергамаско (1/1) 22' | Протокол | Спроби: Вайлс 18' c Реалізації: Вайлс (1/1) Штрафні: Вайлс] (1/1) 28' |

| Трафальгарський парк, Нельсон К-ть глядачів: 14,997 Суддя: Джордж Кленсі (Ірландія) |

| 1 жовтня 2011 15:30 |

| Австралія | 68-22 | Росія |
| --- | ----- | --- |
| Спроби: Барнс (2) 7' m, 79' c Мітчелл (2) 9' c, 49' c Маккалман 12' c Покок (2) 15' c, 22' c Мур 36' c Ешлі-Купер 39' c Ма'афу 42' c Реалізації: Джеймс О'Коннор (9/10) |       | Спроби: Остроушко 33' m Сімплікевич 60' c Рачков 68' c Реалізації: Кушнарьов (0/1) Рачков (2/2) ЖК: Рачков (1/1) 47' |

| Трафальгарський парк, Нельсон К-ть глядачів: 16 307 Суддя: Брайс Лоуренс (Нова Зеландія) |

| 2 жовтня 2011 20:30 |

| Ірландія | 36 – 6 | Італія                                 |
| --- | ------ | -------------------------------------- |
| Спроби: О'Дрісколл 47' c Ерлс (2) 52' c, 80+' c Реалізації: О'Ґара (2/2) Секстон (1/1) Штрафні: О'Ґара (4/5) 7', 18', 35', 44' Секстон (1/1) 70' | Звіт   | Штрафні: Мі. Бергамаско (2/3) 11', 21' |

| Стадіон Отаго, Дунедін К-ть глядачів: 28,027 Суддя: Джонатан Каплан (ПАР) |

### Група D
Таблиця
| Команда | 1     | 2     | 3     | 4     | 5     | В | Н | П | Різн | Бонус | Очки |
| ------- | ----- | ----- | ----- | ----- | ----- | - | - | - | ---- | ----- | ---- |
| ПАР     |       | 17:16 | 49:3  | 13:5  | 87:0  | 4 | 0 | 0 | +142 | 2     | 18   |
| Уельс   | 16:17 |       | 66:0  | 17:10 | 81:7  | 3 | 0 | 1 | +144 | 3     | 15   |
| Самоа   | 5:13  | 10:17 |       | 27:7  | 49:12 | 2 | 0 | 2 | 42   | 2     | 10   |
| Фіджі   | 3:49  | 0:66  | 7:27  |       | 49:25 | 1 | 0 | 2 | -108 | 1     | 5    |
| Намібія | 0:87  | 7:81  | 25:49 | 12:49 |       | 0 | 0 | 4 | -220 | 0     | 0    |

Матчі
| 10 вересня 2011 15:30 (03:30 UTC) |

| Фіджі | 49 — 25 | Намібія |
| --- | ------- | --- |
| Спроби: Ґонева 6' c, 20' m, 40' c, 52' c Накарава 18' c Налаґа 77' c Реалізації: Бай (5/6) Штрафні: Бай (3/3) 17', 24', 74' |         | Спроби: Колл 44' m Бота 56' m Реалізації: Котце (0/2) Штрафні: Котце (2/3) 4', 37' ЖК: Котце (3/3) 11', 13', 15' |

| Міжнародний стадіон Роторуа, Роторуа Суддя: Найджел Оуенс (Уельс) |

| 11 вересня 2011 20:30 (08:30 UTC) |

| ПАР                                                                                       | 17 — 16 | Уельс                                                          |
| ----------------------------------------------------------------------------------------- | ------- | -------------------------------------------------------------- |
| Спроби: Ф. Стейн 3' c Гугард 65' c Реалізації: М. Стейн (2/2) Штрафні: М. Стейн (1/1) 18' |         | Спроби: Фалетау 54' c Реалізації: Гук (1/1) Штрафні: Гук (3/5) |

| Веллінгтонзький регіональний стадіон, Веллінгтон К-ть глядачів: 28 498 Суддя: Вейн Барнс (Англія) |

| 14 вересня 2011 14:30 |

| Самоа | 49 — 12 | Намібія                                                   |
| --- | ------- | --------------------------------------------------------- |
| Спроби: Фотуалі'ї 1' c Туїлаґі (3) 17' c, 35' m, 55' c Вільямс 59' c Карна спроба 70' c Реалізації: Т. Пісі (2/2) Вільямс (2/3) Штрафні: Т. Пісі (2/2) 10', 24' Вільямс (1/1) 53' | Звіт    | Спроби: Ван Вик 63' m Котце 79' c Реалізації: Котце (1/2) |

| Міжнародний стадіон Роторуа, Роторуа К-ть глядачів: 19 500 Суддя: Ромен Пуат (Франція) |

| 17 вересня 2011 18:00 |

| ПАР | 49 — 3 | Фіджі                  |
| --- | ------ | ---------------------- |
| Спроби: Стенкамп 26' c Фурі 34' m Ф. Стейн 49' c М. Стейн 61' c Мтаваріра 70' c Россув 75' c Реалізації: М. Стейн (5/6) Штрафні: М. Стейн (2/3) 29', 40' Ф. Стейн (1/1) 11' ЖК: Ф. Стейн (0/1) | Звіт   | Штрафні: Баї (1/1) 20' |

| Веллінгтонський регіональний стадіон, Веллінгтон К-ть глядачів: 33 262 Суддя: Ромен Пуат (Франція) |

| 18 вересня 2011 15:30 |

| Уельс                                                                    | 17 — 10 | Самоа                                                                      |
| ------------------------------------------------------------------------ | ------- | -------------------------------------------------------------------------- |
| Спроби: Вільямс 67' Штрафні: Гук (2/3) 12', 27' Прістленд (2/2) 43', 66' |         | Спроби: Перенісе 40+' Реалізації: Вільямс (1/1) Штрафні: Вільямс (1/3) 21' |

| Ваїкато-Стедіум, Гамільтон Суддя: Ален Ролланд (Ірландія) |

| 22 вересня 2011 20:00 |

| ПАР | 87 — 0   | Намібія |
| --- | -------- | ------- |
| Спроби: Аплон (2) 7' c, 65' c Габана 22' c Карна-спроба 30' c Фурі 38' c Ф. Стейн 49' c М. Стейн 61' c де Йонг (2) 63' c, 71' c Гуґард (2) 68' c, 80' c Россов 78' c Реалізації: М. Стейн (6/6) Пієнар (6/6) Штрафні: М. Стейн (1/1) 4' | Протокол |         |

| Норт-Гарбор-Стедіум, Окленд К-ть глядачів: 26 839 Суддя: Джордж Кленсі (Ірландія) |

| 25 вересня 2011 15:30 |

| Фіджі                                                                   | 7 — 27 | Самоа |
| ----------------------------------------------------------------------- | ------ | --- |
| Спроби: Талей 67'c Реалізації: Лувеньялі (1/1) Штрафні: Лувеньялі (0/1) |        | Спроби: Фотуалі'ї 62'm Стоуверс 70'c Реалізації: Пісі (0/1) Вільямс (1/1) Штрафні: Пісі (4/6) 6', 10', 27', 45' ЖК: Пісі (1/2) 12' |

| Еден-Парк, Окленд К-ть глядачів: 60 327 Суддя: Брайс Лоуренс (Нова Зеландія) |

| 26 вересня 2011 19:30 |

| Уельс | 81 — 7 | Намібія                                                         |
| --- | ------ | --------------------------------------------------------------- |
| Спроби: Скотт Вільямс (3) 8' m, 47' c, 70' c Брю 14' c Фалетау 17' c Дженкінс 50' c Норт (2) 61' c, 66' c Дж. Девіс 62' c Л. Вільямс 75' m Берн 77' m А. В. Джонс 80' c Реалізації: С. Джонс (6/7) Прістленд (3/5) Штрафні: С. Джонс (1/1) |        | Спроби: Колл 53' c Реалізації: Котце (1/1) Штрафні: Котце (0/2) |

| Стадіон Таранакі, Нью-Плімут К-ть глядачів: 13 710 Суддя: Стів Волш (Австралія) |

| 30 вересня 2011 20:30 |

| ПАР | 13 — 5 | Самоа                                           |
| --- | ------ | ----------------------------------------------- |
| Спроби: Хабана 9' c Реалізації: М. Стейн (1/1) Штрафні: Ф. Стейн (1/3) 25' М. Стейн (1/2) 27' ЖК: М. Стейн (0/1) | Звіт   | Спроби: Стоуерс 51' m Реалізації: Т. Пісі (0/1) |

| Норт-Гарбор-Стедіум, Окленд Суддя: Найджел Оуенс (Уельс) |

| 2 жовтня 2011 18:00 |

| Уельс | 66 — 0   | Фіджі               |
| --- | -------- | ------------------- |
| Спроби: Робертс (2) 6' c, 51' c Скотт Вільямс 17' c Норт 32' c Ворбертон 39' c Бернс 59' c Гафпенні 68' c Л. Вілямс 73' c Джонатан Девіс 80+' c Реалізації: Прістленд (5/5) С. Джонс (4/4) Штрафні: Прістленд (1/1) 21' | Протокол | Штрафні: Літл (0/1) |

| Ваїкато-Стедіум, Гамільтон К-ть глядачів: 28 476 Суддя: Вейн Барнс (Англія) |

### Етап з вибуванням
|  | Чвертьфінали                            | Чвертьфінали                         |                                      |           | Півфінали   | Півфінали   |  |  | Фінал                                | Фінал |
|  |                                         |                                      |                                      |           |             |             |  |  |                                      |       |
|  | 8 жовтня 18:00 (05:00 UTC) – Веллінгтон |                                      |                                      |           |             |             |  |  |                                      |       |
|  |                                         |                                      |                                      |           |             |             |  |  |                                      |       |
|  | Ірландія                                | 10                                   |                                      |           |             |             |  |  |                                      |       |
|  | Ірландія                                | 10                                   | 15 жовтня 21:00 (08:00 UTC) — Окленд |           |             |             |  |  |                                      |       |
|  | Уельс                                   | 22                                   |                                      |           |             |             |  |  |                                      |       |
|  | Уельс                                   | 22                                   | Уельс                                | 8         |             |             |  |  |                                      |       |
|  | 8 жовтня 20:30 (07:30 UTC) — Окленд     |                                      | Уельс                                | 8         |             |             |  |  |                                      |       |
|  |                                         | Франція                              | 9                                    |           |             |             |  |  |                                      |       |
|  | Англія                                  | Франція                              | 9                                    | 12        |             |             |  |  |                                      |       |
|  | Англія                                  |                                      | 23 жовтня 21:00 (08:00 UTC) — Окленд | 12        |             |             |  |  |                                      |       |
|  | Франція                                 | 19                                   |                                      |           |             |             |  |  |                                      |       |
|  | Франція                                 | 19                                   | Франція                              | 7         |             |             |  |  |                                      |       |
|  | 9 жовтня 18:00 (05:00 UTC) — Веллінгтон |                                      | Франція                              | 7         |             |             |  |  |                                      |       |
|  |                                         | Нова Зеландія                        | 8                                    |           |             |             |  |  |                                      |       |
|  | ПАР                                     | Нова Зеландія                        | 8                                    | 9         |             |             |  |  |                                      |       |
|  | ПАР                                     | 16 жовтня 21:00 (08:00 UTC) — Окленд |                                      | 9         |             |             |  |  |                                      |       |
|  | Австралія                               | 11                                   |                                      |           |             |             |  |  |                                      |       |
|  | Австралія                               | 11                                   | Австралія                            | 6         | Третє місце | Третє місце |  |  |                                      |       |
|  | 9 жовтня 20:30 (07:30 UTC) — Окленд     |                                      | Австралія                            | 6         | Третє місце | Третє місце |  |  |                                      |       |
|  |                                         | Нова Зеландія                        | 20                                   |           |             |             |  |  |                                      |       |
|  | Нова Зеландія                           | Нова Зеландія                        | 20                                   | 33        | Уельс       | 18          |  |  |                                      |       |
|  | Нова Зеландія                           |                                      |                                      | 33        | Уельс       | 18          |  |  |                                      |       |
|  | Аргентина                               | 10                                   |                                      | Австралія | 21          |             |  |  |                                      |       |
|  | Аргентина                               | 10                                   |                                      |           | 21          |             |  |  |                                      |       |
|  |                                         |                                      |                                      |           |             |             |  |  | 21 жовтня 20:30 (07:30 UTC) — Окленд |       |
|  |                                         |                                      |                                      |           |             |             |  |  |                                      |       |

#### Чвертьфінали
| 8 жовтня 2011 18:00 (UTC+13) |

| Ірландія                                                              | 10 – 22  | Уельс |
| --------------------------------------------------------------------- | -------- | --- |
| Спроби: Ерлс 45' c Реалізації: О'Ґара (1/1) Штрафні: О'Ґара (1/1) 24' | Протокол | Спроби: Вільямс 3' c Філліпс 51' m Джонатан Девіс 64' c Реалізації: Прістланд (2/3) Штрафні: Гафпенні (1/1) 29' Прістланд (0/2) |

| Регіональний стадіон, Веллінгтон К-ть глядачів: 35 787 Суддя: Крейг Джуберт (ПАР) |

| 8 жовтня 2011 20:30 (UTC+13) |

| Англія                                                                                | 12 — 19  | Франція |
| ------------------------------------------------------------------------------------- | -------- | --- |
| Спроби: Фоден 55' c Куето 77' m Реалізації: Вілкінсон (1/1) Флад (0/1) ЖК: Флад (0/1) | Протокол | Спроби: Клерк 22' m Медар 31' m Реалізації: Яшвілі (0/2) Штрафні: Яшвілі (2/3) 11', 16' Парра (0/1) ЖК: Парра (0/1) Трен-Дюк (1/1) 73' |

| Еден-Парк, Окленд К-ть глядачів: 49 105 Суддя: Стів Волш (Австралія) |

| 9 жовтня 2011 18:00 (UTC+13) |

| ПАР                                                           | 9–11     | Австралія                                                                         |
| ------------------------------------------------------------- | -------- | --------------------------------------------------------------------------------- |
| Штрафні: Стейн (2/4) 39', 56' ЖК: Стейн (1/1) 60' Лембі (0/1) | Протокол | Спроби: Горвілл 11' m Реалізації: О'Коннор (0/1) Штрафні: О'Коннор (2/2) 17', 72' |

| Регіональний стадіон, Веллінгтон К-ть глядачів: 34 914 Суддя: Брайс Лоуренс (Нова Зеландія) |

| 9 жовтня 2011 20:30 (UTC+13) |

| Нова Зеландія | 33–10    | Аргентина |
| --- | -------- | --- |
| Спроби: Рід 69' m Торн 79' c Реалізації: Веєпу (0/1) Краден (1/1) Штрафні: Веєпу (7/7) 13', 26', 36', 40', 50', 59', 73' | Протокол | Спроби: Фаріас Кабелло 32' c Реалізації: Контепомі (1/1) Штрафні: Контепомі (0/1) Бош (1/1) 46' ЖК: Фернандес (0/1) |

| Еден-Парк, Окленд К-ть глядачів: 57,192 Суддя: Найджел Оуенс (Уельс) |

#### Півфінали
| 15 жовтня 2011 21:00 (UTC+13) |

| Уельс | 8–9      | Франція                                            |
| --- | -------- | -------------------------------------------------- |
| Спроби: Філліпс 58' m Реалізації: С. Джонс (0/1) Штрафні: Гук (1/3) 8' Гафпенні (0/1) ЖК: Гук (0/1) С. Джонс (0/1) | Протокол | Штрафні: Парра (3/3) 22', 35', 51' ЖК: Медар (0/1) |

| Еден-Парк, Окленд К-ть глядачів: 58 630 Суддя: Ален Ролланд (Ірландія) |

| 16 жовтня 2011 21:00 (UTC+13) |

| Австралія                                       | 6 — 20   | Нова Зеландія |
| ----------------------------------------------- | -------- | --- |
| Штрафні: О'Коннор (1/1) 16' ЖК: Купер (1/1) 32' | Протокол | Спроби: Нону 6' m Реалізації: Веєпу (0/1) Штрафні: Веєпу (4/7) 13', 38', 43', 73' Краден (0/1) ЖК: Краден (1/1) 22' Деґґ (0/1) |

| Еден-Парк, Окленд К-ть глядачів: 60 087 Суддя: Крейґ Джуберт (ПАР) |

#### Матч за третє місце
| 21 жовтня 2011 20:30 (UTC+13) |

| Уельс | 18 — 21  | Австралія |
| --- | -------- | --- |
| Спроби: Шейн Вільямс 50' m Гафпенні 80+' c Реалізації: Гук (0/1) С. Джонс (1/1) Штрафні: Гук (1/2) 20' Гафпенні (0/1) С. Джонс (1/1) 71' ЖК: Шейн Вільямс (0/1) | Протокол | Спроби: Барнс 12' c Маккалман 76' m Реалізації: О'Коннор (1/2) Штрафні: О'Коннор (2/4) 54', 58' ЖК: Барнс (1/1) 68' |

| Еден-Парк, Окленд К-ть глядачів: 53 014 Суддя: Вейн Барнс (Англія) |

## Фінал
| 23 жовтня 2011 21:00 (UTC+13) |

| Нова Зеландія                                                                       | 8 — 7    | Франція |
| ----------------------------------------------------------------------------------- | -------- | --- |
| Спроби: Вудкок 15' н Реалізації: Веєпу (0/1) Штрафні: Веєпу (0/2) Дональд 46' (1/1) | Протокол | Спроби: Дюсоруар 47' р Реалізації: Трен-Дюк 49' (1/1) Штрафні: Яшвілі (0/1) Трен-Дюк (0/1) ЖК: Трен-Дюк (0/1) |

| Еден-Парк, Окленд К-ть глядачів: 61 079 Суддя: Крейґ Джуберт (ПАР) |